# Phonolith

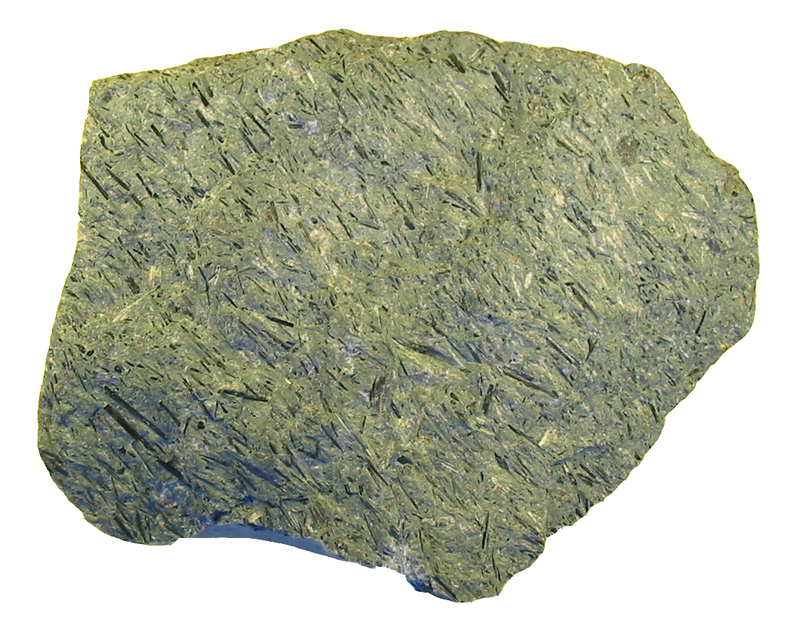
Handstück eines Phonolithen

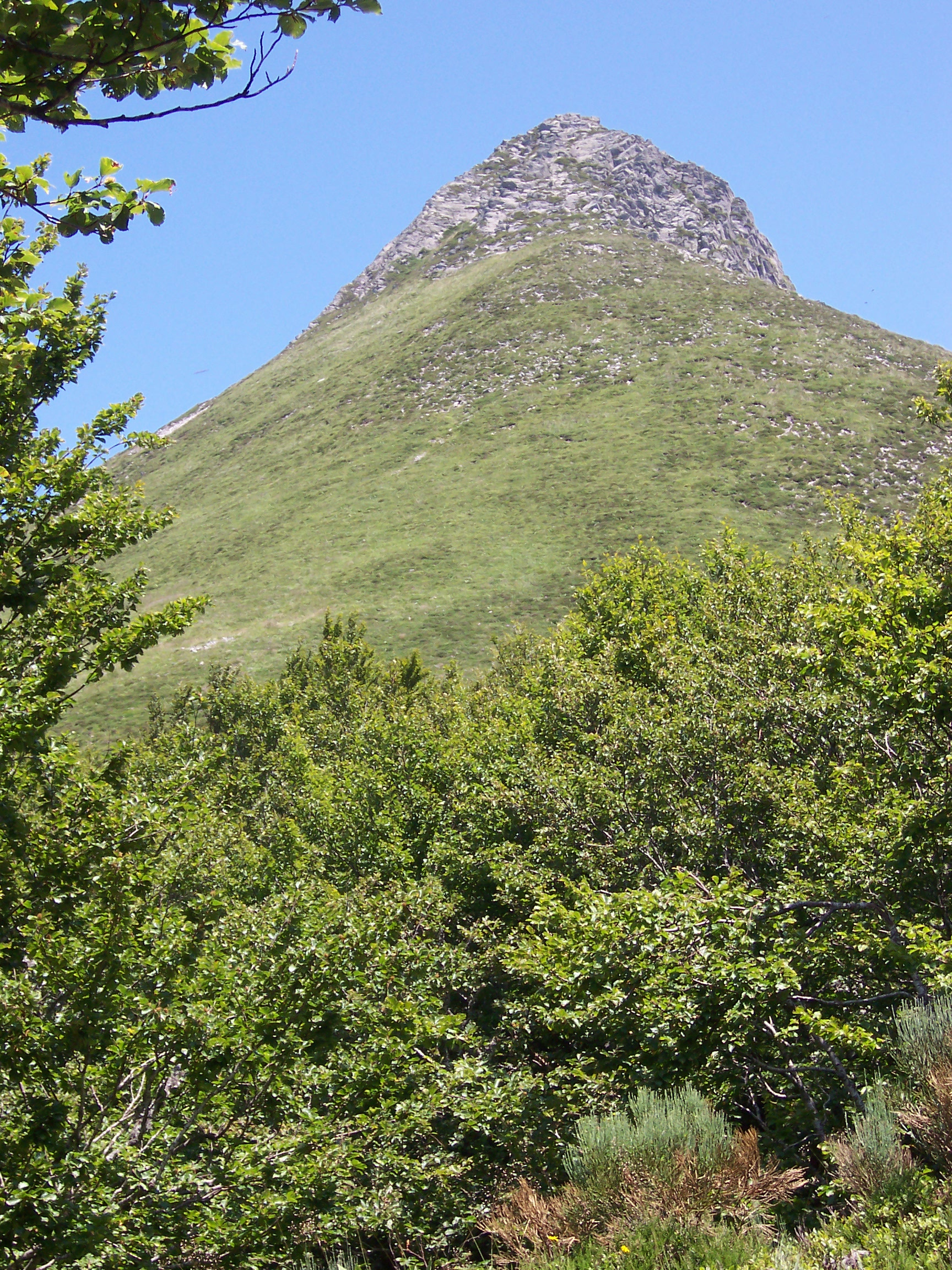
Phonolithischer Lavadom, Puy Griou, Monts du Cantal, Frankreich

Phonolith (aus griechisch φωνή phōnē „Klang“ und λίθος lithos „Stein“: „Klingstein“, aufgrund des hellen Klanges beim Anschlagen) ist ein vulkanisches Gestein von grünlicher bis grauer Farbe, das als helle Bestandteile (felsische Minerale) überwiegend Alkalifeldspat und Feldspatvertreter enthält, während Quarz vollständig fehlt und Plagioklas maximal 10 % der vorhandenen Feldspäte ausmacht. Im Streckeisendiagramm findet sich Phonolith am linken Rand des unteren Dreiecks. Bei steigendem Anteil an Plagioklas (zwischen 10 % und 50 % der vorhandenen Feldspäte) heißt das Gestein tephritischer Phonolith. Das Gefüge ist häufig porphyrisch, wobei Alkalifeldspat und Foidminerale als Einsprenglinge in einer dichten, feinkörnigen Grundmasse auftreten. Eine Varietät, die in der Grundmasse sehr viel Gesteinsglas enthält, wird als Kenyit bezeichnet. Phonolith gehört zur Gruppe der Alkaligesteine.

## Gesteinsbeschreibung und Mineralbestand
Die Farbe dieser Gesteine ist grünlich bis grau. Sie sind fein- bis grobkörnig und in der einheitlich gefärbten Grundmasse befinden sich Einsprenglinge. Sie haben ein porphyrisches Gefüge. Im Steinbruch ist das Gestein meist plattig abgesondert.
Die Hauptbestandteile sind Hochtemperatur-Alkalifeldspat (Sanidin), ein oder mehrere Minerale aus der Gruppe der Foide und in geringen Anteilen (0 bis 10 Volumenprozent) Plagioklas. Das häufigste Foidmineral ist Nephelin (Phonolith sensu stricto), daneben können aber auch Leucit, Sodalith, Haüyn und andere seltenere Foide in beträchtlicher Menge auftreten. Als mafische Minerale treten Aegirin, Aegirin-Augit, Alkaliamphibole, Olivin (Fayalit), Melanit und Biotit auf. Häufige Nebengemengteile und akzessorische Minerale sind Titanit und Apatit, etwas seltener sind Zirkon, Magnetit und Perowskit. Bekannt sind auch Phonolithe mit reichlich Wollastonit. Häufig enthält Phonolith Sekundärminerale aus der Gruppe der Zeolithe, beispielsweise Natrolith oder Chabasit. Im Klassifikationsdiagramm nach Streckeisen liegt Phonolith im Feld 11. Bei zunehmendem Plagioklasgehalt geht er in den phonolithischen Tephrit, bei zunehmendem Foidgehalt in den phonolithischen Foidit über. Das Tiefengesteinsäquivalent ist der Foidsyenit.

## Vorkommen

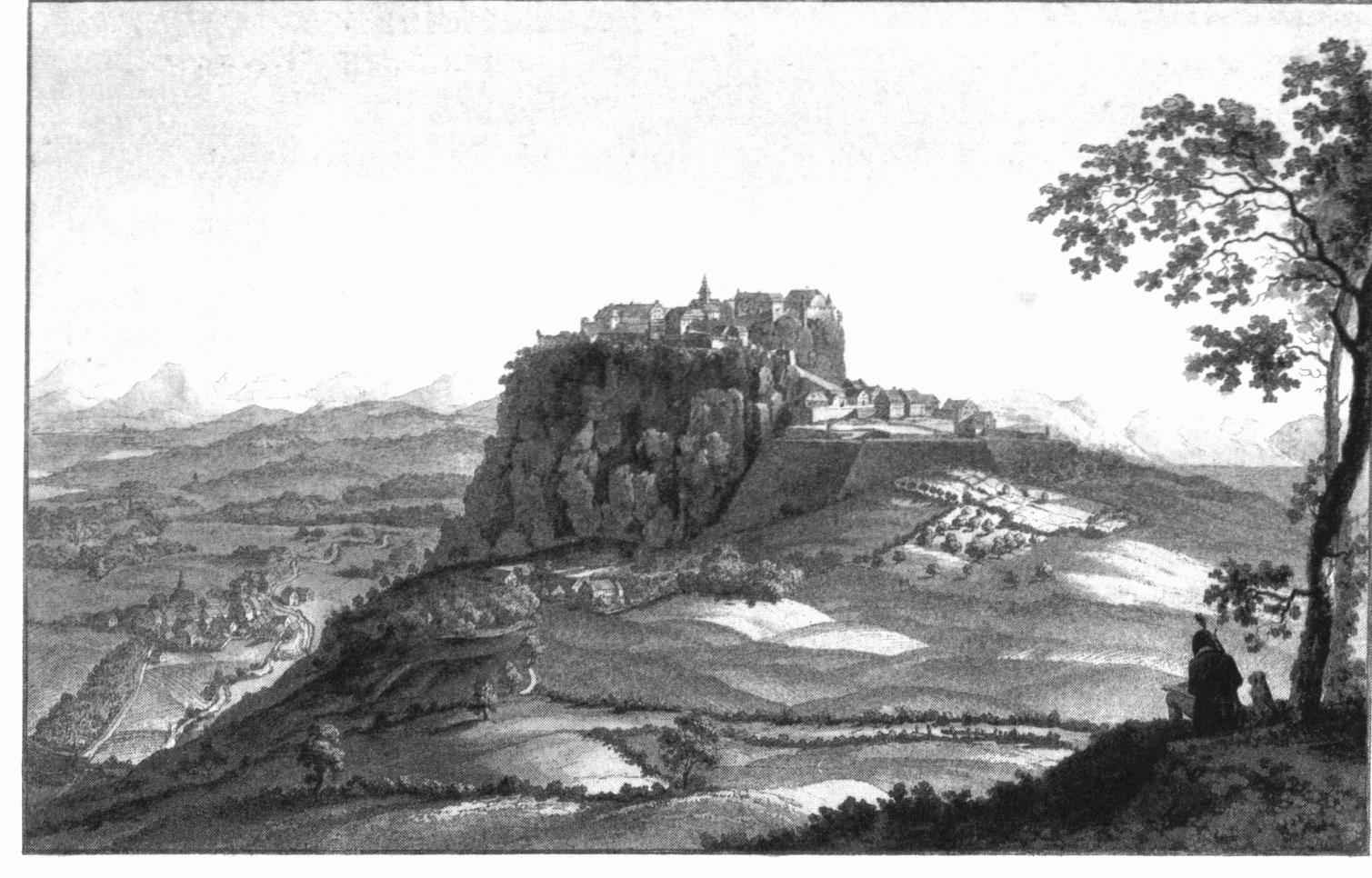
Der Hohentwiel im Hegau, ein durch Erosion freigelegter Vulkanschlot aus Phonolith

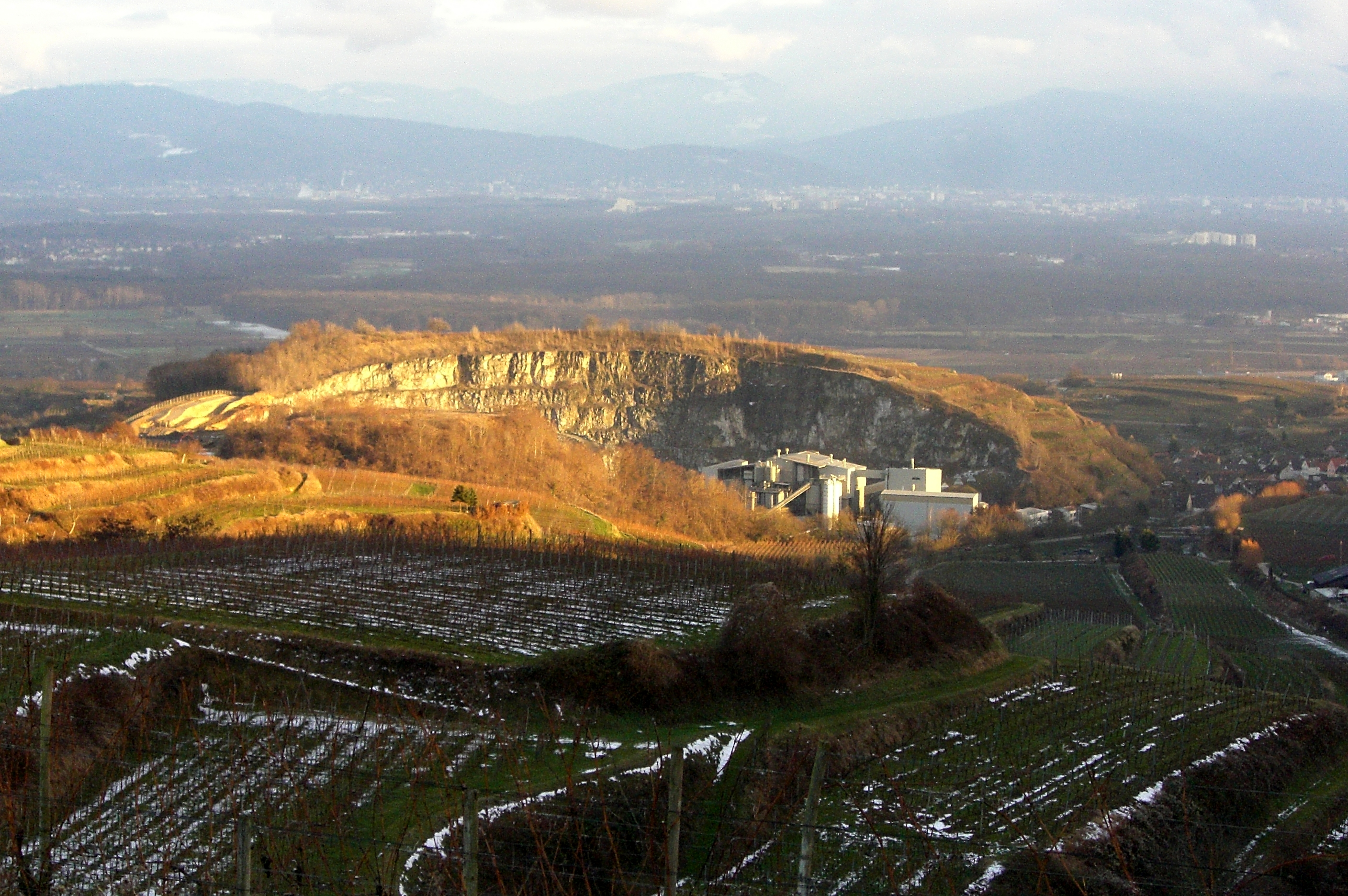
Phonolithabbau bei Bötzingen im Kaiserstuhl

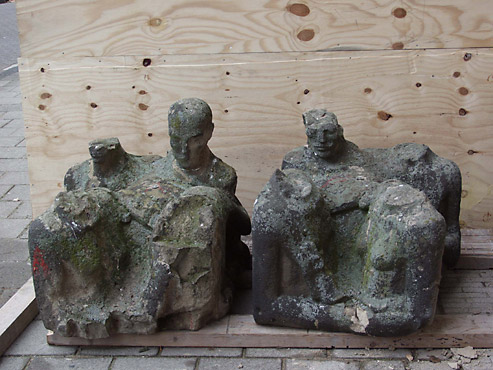
Bildhauerarbeit aus Ettringer Tuff aus der Eifel

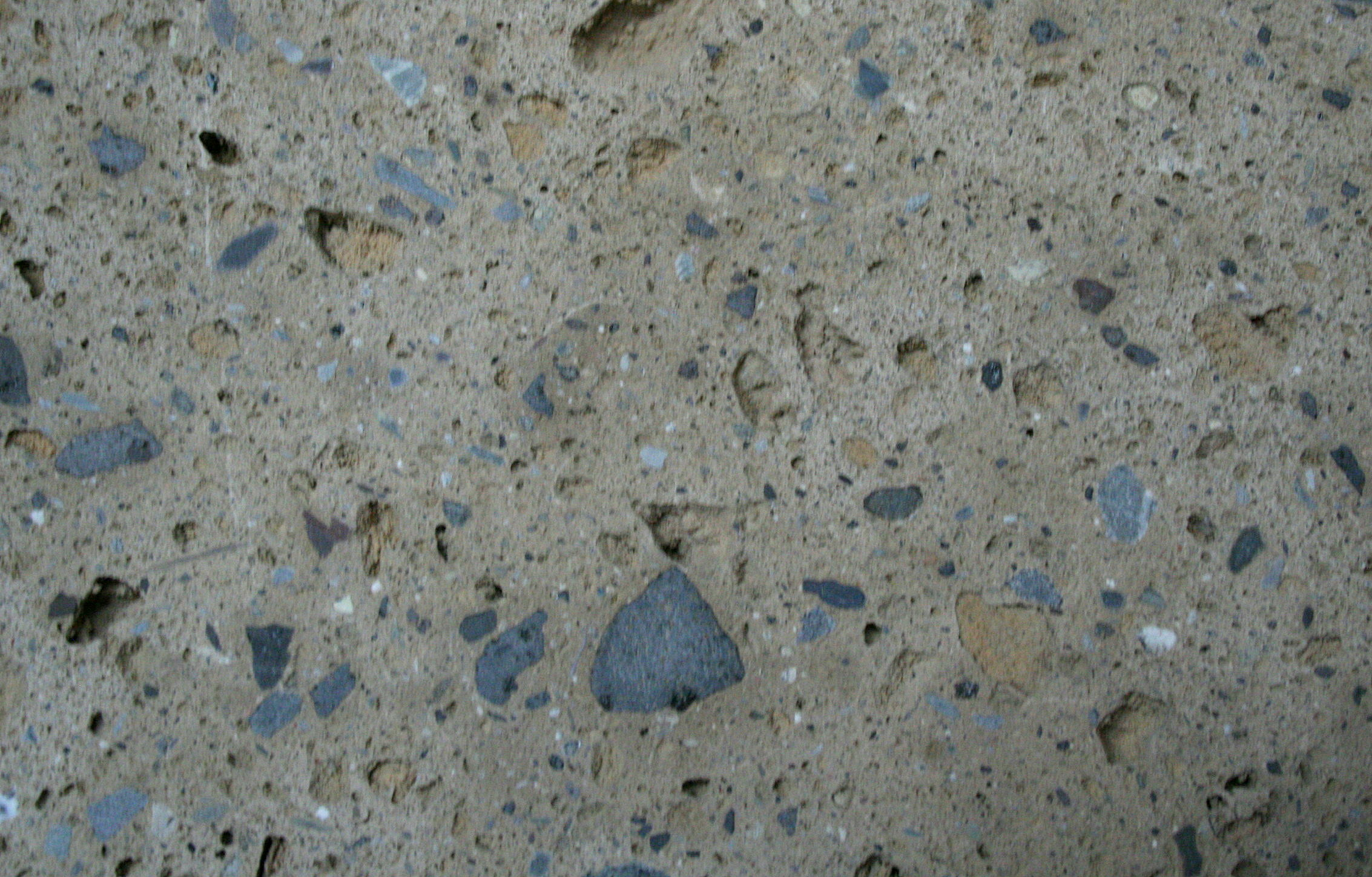
Römertuff aus der Eifel

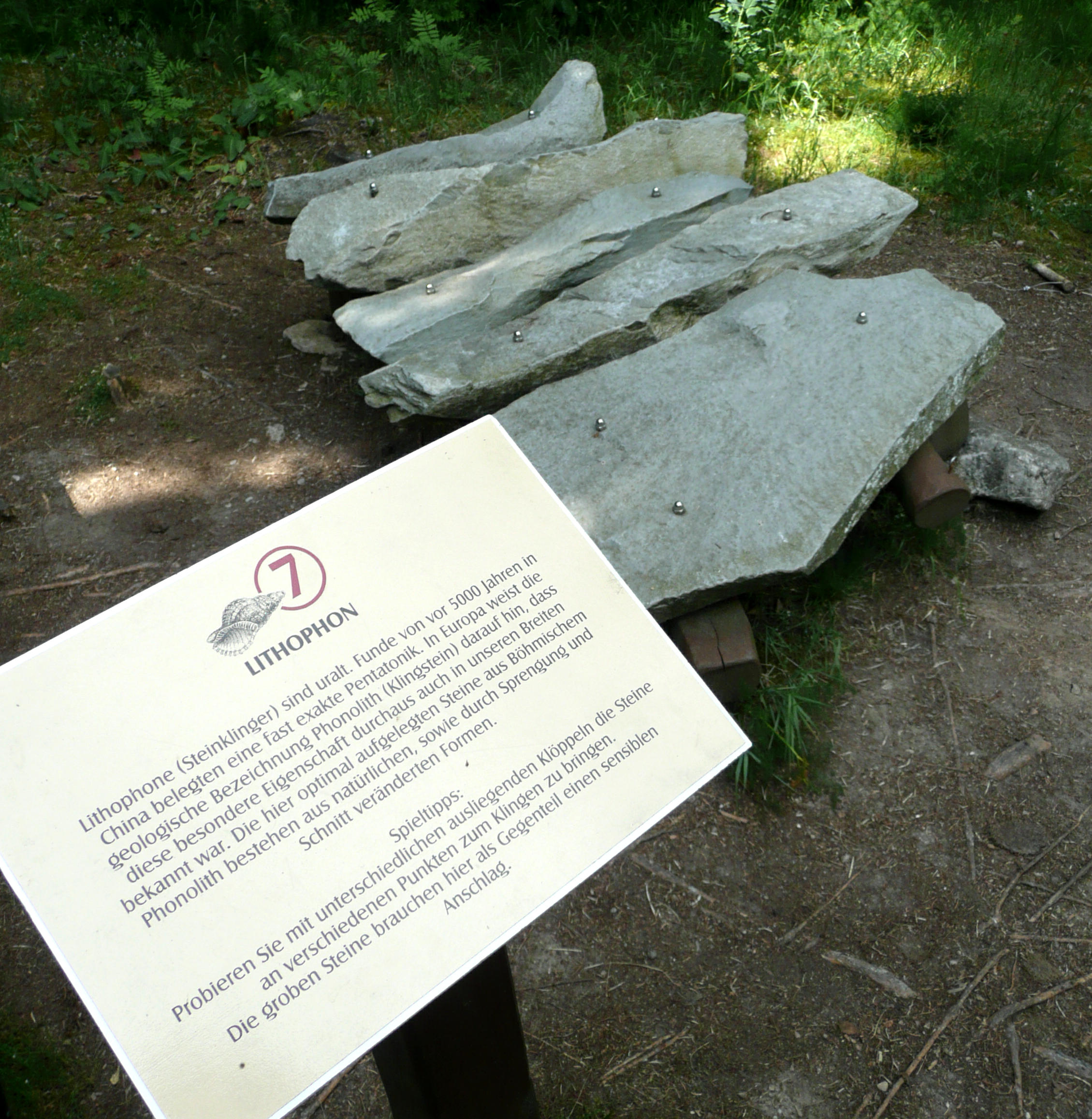
Aus Phonolith gefertigtes Lithophon im Botanischen Garten Schellerhau

Phonolith ist ein verbreitetes vulkanisches Gestein und tritt weltweit, vergesellschaftet mit weiteren Alkaligesteinen wie Tephrit, Foidit, Melilithit und auch Karbonatit, auf. Wie diese ist Phonolith ein typisches Produkt des Intraplattenvulkanismus. Phonolithisches Magma wird oft durch explosiven Vulkanismus an die Erdoberfläche gefördert und bildet pyroklastische Ablagerungen, Lavaströme, Dome und oberflächennah erstarrte Gänge und Intrusionen.
Vorkommen in Europa befinden sich beispielsweise im Zittauer Gebirge (Lausche, Breiteberg), im Erzgebirge (Maar von Hammerunterwiesenthal), in der Eifel (Laacher-See-Vulkan, Schellkopf bei Brenk) in der Rhön (Heiliger Hauk), im Kaiserstuhl (z. B. bei Bötzingen), im Hegau und im vulkanischen Zentralmassiv in Frankreich. Weitere bekannte Vorkommen sind der Devils Tower in Wyoming, USA, im Bereich des Ostafrikanischen Grabenbruchs, der Mount Erebus in der Antarktis sowie auf den Kanarischen Inseln.
Die Phonolithe haben häufig Lokalnamen, beispielsweise Viterbit in Umbrien, Selbergit in der Eifel, Sommait am Vesuv bei Neapel in Italien und Katzenbuckelit im Odenwald.

## Verwendung
Wegen seiner akustischen Eigenschaft ist Phonolith ein bevorzugtes Material für Klangsteine, Lithophone. Phonolith findet weite Verbreitung als Schottermaterial und Naturmauerstein, des Weiteren als Fassadenplatten. Der aus pyroklastischen Ablagerungen entstandene Phonolith-Tuff wird aufgrund seiner porösen Struktur wie Leichtbausteine verwendet. Er lässt sich leicht formen und sägen und findet deshalb auch Verwendung für Bildhauerarbeiten. Zeolithisierte Phonolithe mit Puzzolaneigenschaften werden weltweit als Zuschlagstoff für die Zement- und Betonherstellung abgebaut. In Deutschland wird aus Römertuff in der Eifel Trass hergestellt, der speziellen Mörteln mit hydraulischen Eigenschaften beigemengt wird. Der Phonolith aus Bötzingen wird auch zu Fango verarbeitet.

## Natursteinsorten
Einige Handelssorten:
- Ettringer Tuff, Ettringen in der Eifel
- Weiberner Tuff (auch Flötenstein genannt), Weibern in der Eifel
- Römertuff, unweit des Laacher Sees
- Peperino, Viterbo in Italien

## Sonstiges
Der Berufsverband Deutscher Geowissenschaftler und die Deutsche Geologische Gesellschaft - Geologische Vereinigung haben den Phonolith zum Gestein des Jahres 2014 ernannt.